# Чанг, Алекса
Алекса Чанг (англ. Alexa Chung; род. 5 ноября 1983) — британская писательница, модельер, телеведущая и модель.

## Детство
Родилась в деревне Приветт, Гэмпшир, Англия в семье Филиппа, графического дизайнера, на три четверти китайца и на четверть англичанина, и Джиллиан, домохозяйки английского происхождения. У Алексы есть также два брата, Джейми, Доминик и сестра — Натали. Алекса — самая младшая из четырёх детей.
Училась в местной средней школе, позже обучалась в колледже Питера Симондса в Уинчестере. Так же брала уроки танца. Была принята в Королевский колледж Лондона и Колледж искусств и дизайна в Челси, но в возрасте 16 лет выбрала карьеру модели.

## Карьера модели
Алекса была замечена агентством Storm Models в возрасте 16 лет на Фестивале Рединг и Лидс. Позже Чанг появилась на обложках таких молодёжных журналов, как Elle Girl и CosmoGIRL!, а также участвовала в съёмках реклам таких компаний, как Fanta, Sony Ericsson, Sunsilk, Urban Outfitters и Tampax. Также она снялась в нескольких музыкальных клипах групп The Streets, Westlife, Delta Goodrem, Reuben и Holly Valance, а 2005 году сыграла роль Джейк в реалити-шоу «Shoot Me», которое транслировалось на канале Fashion TV.
После четырёх лет работы в модельном бизнесе, разочаровавшись в нём, Алекса решила бросить карьеру модели. Она начала ходить на курсы журналистики. Во время работы моделью у Алексы развилось два комплекса: она стала стесняться своего тела и её самооценка существенно снизилась. Спустя какое-то время, после того, как карьера телеведущей пошла в гору, она решила вернуться на подиум. В 2008 Чанг стала лицом коллекции «Antipodium’s SS 2008».В сентябре 2008 она демонстрировала одежду Вивьен Вествуд на неделе моды в Лондоне. В начале 2009 Чанг стала лицом британского лейбла New Look. В это же время она подписала контракт с агентством Select и в апреле 2009 создала собственную коллекцию одежды «Wren’s Holiday 2009 collection» в сотрудничестве со своей подругой Теннесси Томас.
В июле 2009 Чанг присоединилась к агентству Next Model и стала лицом DKNY Jeans. Алекса была также лицом кампании MOGG южнокорейского бренда SS10. В январе 2010 она стала главной моделью Pepe Jeans London SS10. В январе 2011 года Чанг стала лицом итальянской кампании кроссовок «Superga».
В 2020 году Чанг стала ведущей шоу «Next In Fashion».

## Личная жизнь
С 2007 по 2011 год Чанг встречалась с музыкантом Алексом Тёрнером. В интервью 2013 года Чанг заявила, что Тёрнер остается её «лучшим другом». С 2015 по 2017 год встречалась с актёром Александром Скарсгардом. В 2019 году встречалась с музыкантом Орсоном Фраем. С 2020 года состоит в отношениях с актёром Томом Старриджем. В мае 2024 года состоялась их помолвка.

## Избранная фильмография
- Shoot Me (2005)
- Rip Curl Festival coverage (2006)
- Popworld (2006—2007)
- T4 on the Bitch coverage (2006—2008)
- T4 Movie Specials (2006—2009)
- 4Music Specials (2006—2009)
- Big Brother’s Big Mouth (2007)
- Fashion Rocks is Coming (2007)
- T in the Park coverage (2007)
- Get a Grip (2007)
- V Festival coverage (2007—2008)
- Freshly Squeezed (2007—2009)
- T4 Holiday Mornings (2007—2009)
- Gok’s Fashion Fix (2008)
- Frock Me (2008)
- The Wall (2008)
- Vanity Lair (2008)
- T4 NME Awards coverage (2008)
- The Devil Wears Primark (2008)
- T4 Weekends (2008—2009)
- Autotune the News (2009)
- It’s On with Alexa Chung (2009)
- Gonzo for MTV Rocks (2010)
- Frock Me with TK Maxx (2010)
- Channel 4 NME Awards Backstage (2010)
- Thrift America (2011)
- NBC’s 2011 Golden Globe Arrivals Special (2011)
- Сплетница / Gossip Girl (2012) — в роли самой себя